# 泡沫海

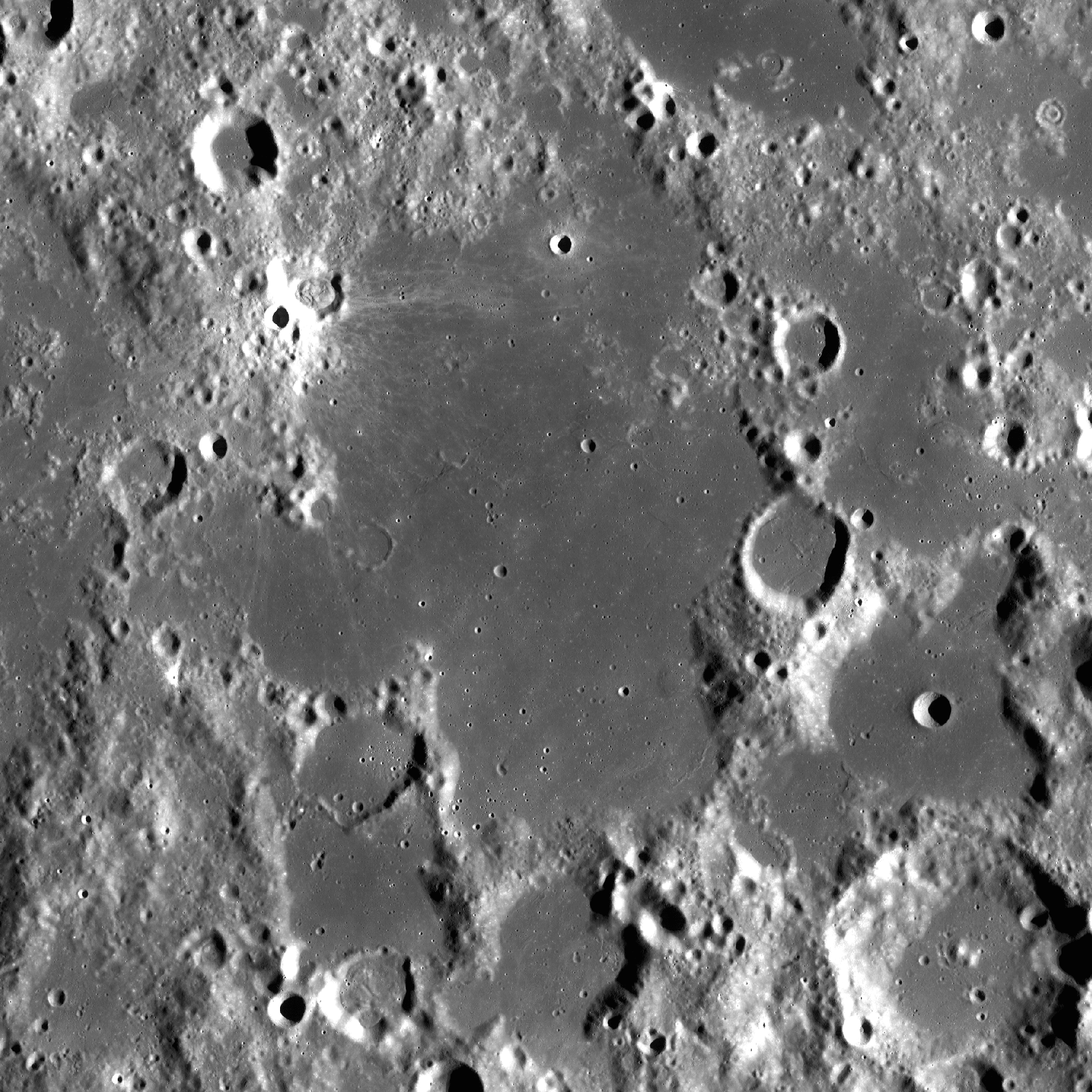
月球勘测轨道飞行器拍摄的图像(宽度220公里)

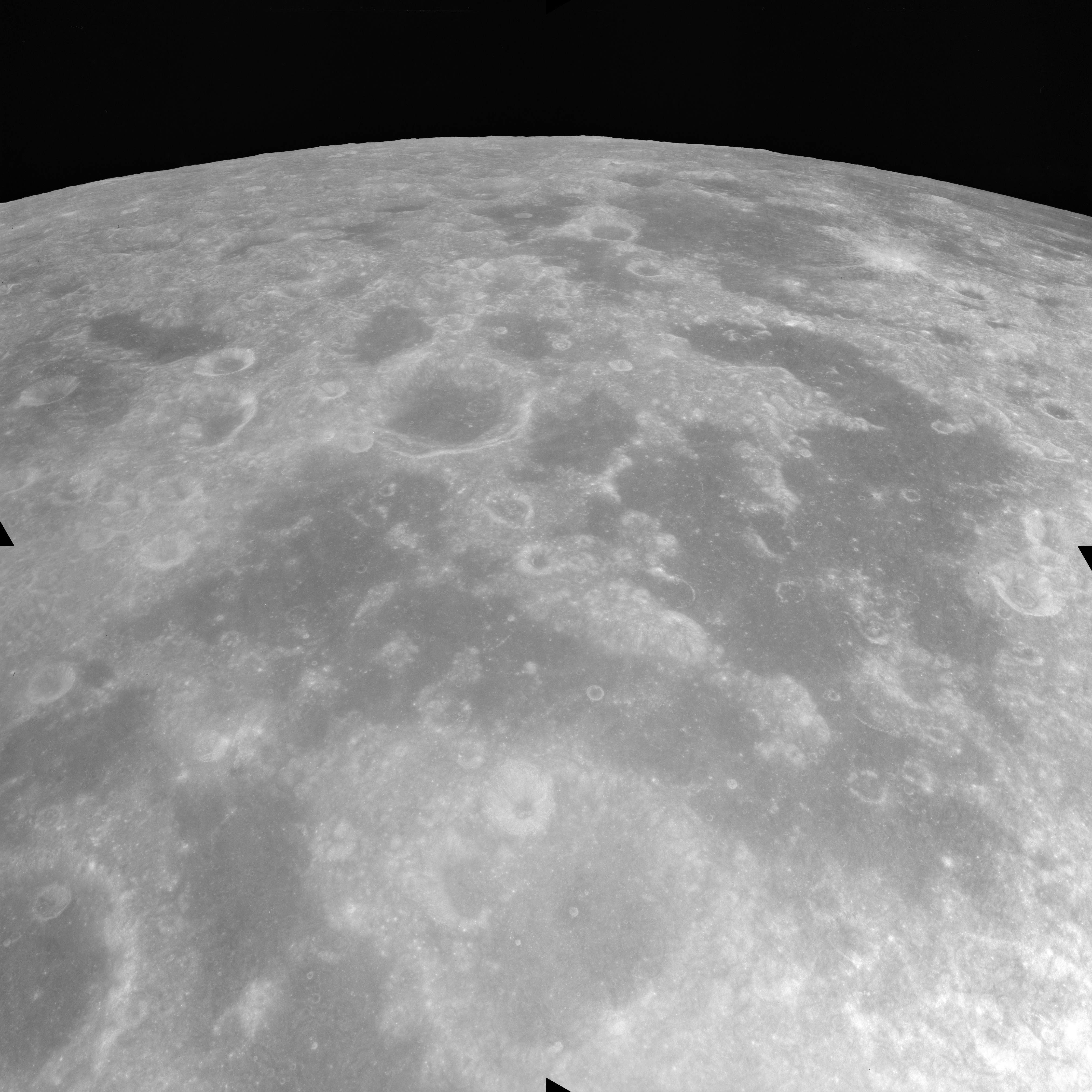
浪海(中下)和泡沫海(右上)斜视图，面朝南，阿波罗17号拍摄

泡沫海（拉丁語：Mare Spumans）是月球正面东部的一座小月海，最大尺寸约150公里，中心月面坐标为北纬1.3 °、东经65.3 °。
该月海的现代名称由德国天文学家尤利乌斯·海因里希·弗朗茨提出，1935年被国际天文学联合会认可接受。
与相邻的浪海一样，它很早就出现在早期月图中了：1645年荷兰天文学家米迦勒·弗洛伦特·范·朗伦称这些海为“沙皇之河”（拉丁文"Regius Fluvius"） ；而1647年波兰天文学家约翰·赫维留则将它命名为“苦沼”（拉丁文"Regius Fluvius"）。

## 描述
泡沫海位于丰富海成功湾的东部，西北方一道10公里的地峡将它与浪海隔开，周边环绕着很多被熔岩充塞的陨石坑组成的小月海，具体而言，有构成月海西侧月湾的直径35公里的卫星坑“韦布 C”；与月海东侧接壤的直径26公里的波莫尔采夫陨石坑；“韦布 J”、“麦克劳林 H”和“麦克劳林 T”位于月海的南面，而“麦克劳林 K”和“麦克劳林 O”则靠近月海东面。在泡沫海的西北岸坐落着非常年轻、也极其明亮的直径5公里的柏帝陨石坑。此外，月海附近地区还有：汤利陨石坑、斯图尔特陨石坑、哈格里夫斯陨石坑、莫利陨石坑和麦克劳林环形山等陨石坑。
泡沫海表面高度低于月面基准1.6-2.1公里，较浪海和丰富海分别低0.8公里和0-0.6公里（测量的邻近区域），根据半掩没陨坑的测量值，覆盖在月海上的熔岩厚度有数百米。
泡沫海位于危海盆地南侧，接近它的外圈。危海盆地周围的地层为酒海纪，但月海覆盖的熔岩却属于晚雨海世。

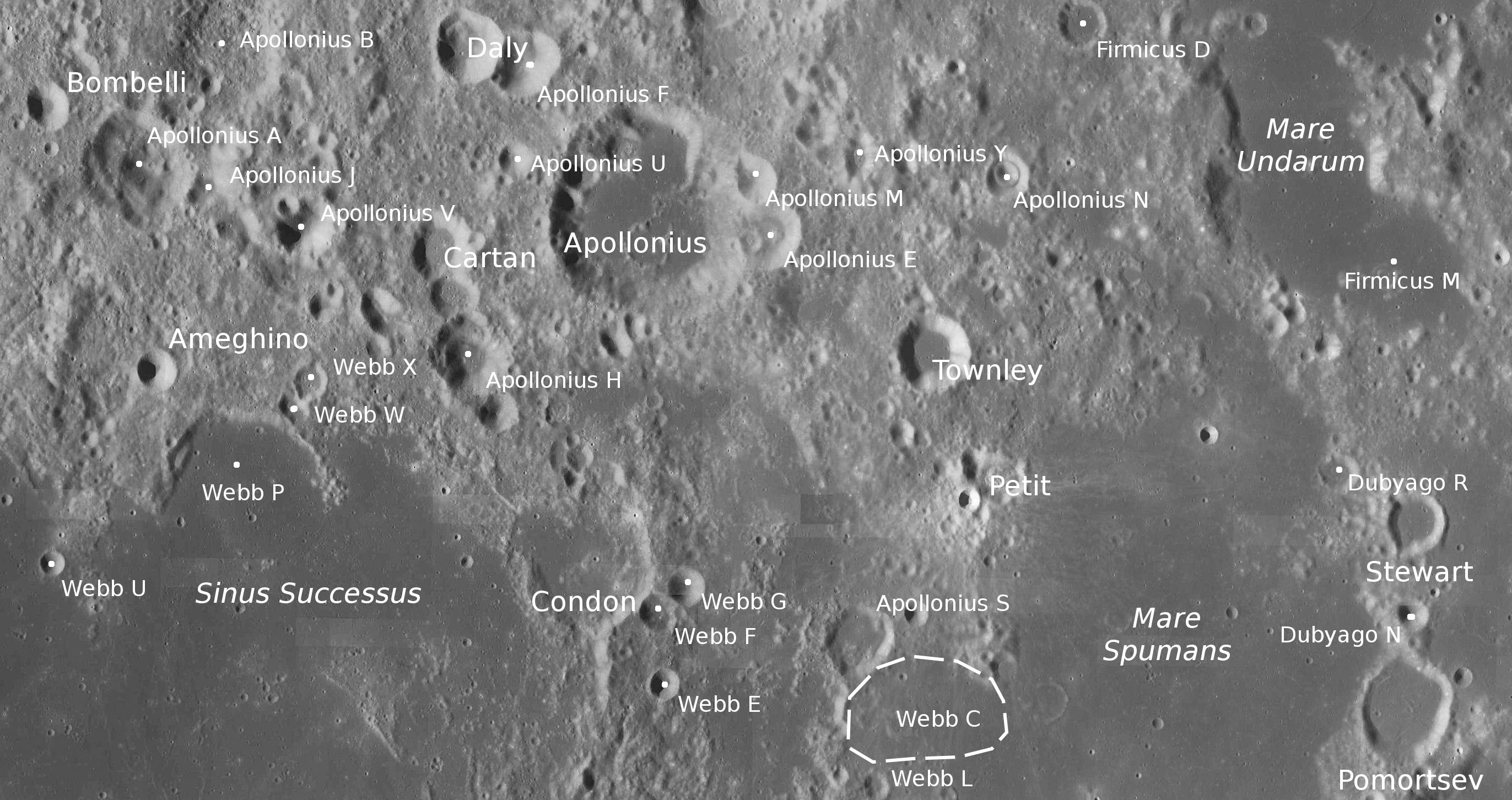
区域地貌图
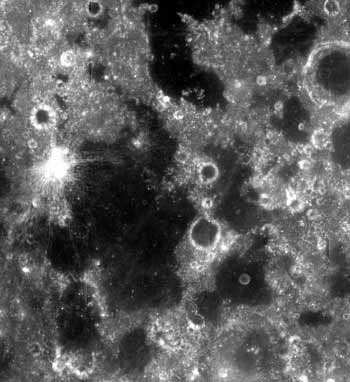
阳光斜照下的画面

## 备注
1. 1 2 3  . Gazetteer of Planetary Nomenclature. International Astronomical Union (IAU) Working Group for Planetary System Nomenclature (WGPSN).   [2015-06-11]. （原始内容存档于2012-05-05）.
2. ↑  地图上测算的数值。
3. ↑  Whitaker E. A. . Cambridge University Press. 2003: 225. Bibcode:2003mnm..book.....W. ISBN 9780521544146.
4. ↑  米迦勒·弗洛伦特·范·朗伦的月图(1645)
5. ↑  Whitaker E. A. . University Press. 2003: 197. Bibcode:2003mnm..book.....W. ISBN 9780521544146.
6. ↑  Hevelius J. . Gedani: Hünefeld. 1647: 226–227, 229  [2016-03-25]. doi:10.3931/e-rara-238. （原始内容存档于2018-06-30）. (Amarae Paludes — у 命名列表页. 229 （页面存档备份，存于）)
7. ↑  Whitaker E. A. . Cambridge University Press. 2003: 202. Bibcode:2003mnm..book.....W. ISBN 9780521544146.
8. ↑  根据月球勘测轨道飞行器卫星激光测度仪获得 JMARS （页面存档备份，存于）
9. 1 2  DeHon, R. A. . In: Lunar Science Conference, 6th, Houston, Tex., March 17-21, 1975, Proceedings. Volume 3. (A78-46741 21-91) New York, Pergamon Press, Inc., 1975. 1975, 3: 2553–2561  [2016-03-25]. Bibcode:1975LPSC....6.2553D. （原始内容存档于2019-09-23）.
10. ↑  Wilhelms D. . . 1987  [2016-03-25]. （原始内容存档 (PDF)于2013-05-14）. |journal=被忽略 (帮助)
11. ↑  Fassett, C. I.; Head, J. W.; Kadish, S. J.; Mazarico, E.; Neumann, G. A.; Smith, D. E.; Zuber, M. T. . Journal of Geophysical Research. 2012, 117 (E12)  [2016-03-25]. Bibcode:2012JGRE..117.0H06F. doi:10.1029/2011JE003951. （原始内容存档于2017-08-23）.
12. ↑  Wilhelms D. . . 1987. （原始内容存档于2014-04-08）. |journal=被忽略 (帮助)
13. ↑  Lena, R.; Wöhler, C.; Bregante, M. T.; Lazzarotti, P.; Lammel, S.  (PDF). Planetary and Space Science. 2008, 56 (3–4): 553–569. Bibcode:2008P&SS...56..553L. doi:10.1016/j.pss.2007.11.010. （原始内容 (PDF)存档于2011-06-28）.